# Jordi Medallo Muñiz
Jordi Medallo Muñiz (Terrassa,1956), és un metge forense català.
Es va llicenciar en medicina i cirurgia per la Universitat Autònoma de Barcelona i és especialista en medicina del treball i en medicina legal i forense.
Ha estat vinculat i compromès amb l'Institut de Medicina Legal i Ciències Forenses de Catalunya (IMLCFC) des dels inicis de la seva trajectòria professional, l’any 2002. N’ha estat director durant onze anys (2006-2017) i subdirector de la Divisió de Barcelona (2002-2006). El 2023 el Govern de la Generalitat li va concedir una medalla d'honor per una trajectòria exemplar de més de 33 anys com a metge forense a Catalunya i com a professor associat de Medicina Legal a la Facultat de Medicina de la Universitat de Barcelona (UB).